# Sofronio I di Alessandria
Papa Sofronio I (... – 860), è stato papa e patriarca greco-ortodosso di Alessandria e di tutta l'Africa tra l'841 e l'860.
Eutichio lo definisce un uomo saggio e un filosofo. Il suo patriarcato fu tormentato dalle persecuzioni contro i cristiani da parte del califfo al-Mutawakkil;
inizialmente fu loro proibito di montare a cavallo e fu imposto un abbigliamento per distinguersi dai musulmani e, verso la fine del regno di Sofronio, tentò di impedire loro le celebrazioni.
Sofronio scrisse all'imperatore Teofilo a favore delle icone sacre. Prese le difese del patriarca di Costantinopoli Ignazio contro Fozio.